# بيجن إلهي
بيجن إلهي ((بالفارسية: بیژن الهی) (ولد في: 7 يوليو 1945، وتوفي في: 1 ديسمبر 2010)؛ شاعر ومترجم إيران. كان معظم حياته يعرف كشخصية بارزة ضمن حركة الشعر الحداثية الإيرانية.

## النشاط الأدبي
نُشِرت قصائد إلهي بعد وفاته في مجلدين:
- الرؤية (2014)
- الاتساع (2015).

يجمع مجلد الاتساع ما يسميه الشاعر «قصائده الشابة» - (بالفارسية: جوانی‌ها)، 233 - والتي نُشر الكثير منها بشكل تسلسلي قبل ثورة الإيرانية في عام 1979. أمّا مجلد الرؤية، فهو عبارة عن مجموعة من أربع دورات قصيدة توضح مدى اتساع مساهمة إلهي في الأدب الفارسي.

### آراء حوله
طرح كلٌ من ريبيكا روث جولد (بالإنجليزية: Rebecca Ruth Gould)‏ وكيوان طهماسبيان (بالفارسية: کیوان طهماسبیان) رأيًا أدبيًا حول نصوص إلهي: «خيطًا كبيرًا من الشعر الفارسي اليوم مستوحى بشكل مباشر وغير مباشر من اختراعات وإلهامات إلهي».
ظهرت قصائد إلهي باللغة الإنجليزية في المجلات التالية: Poetry Wales و Waxwing و The McNeese Review و Tin House. كما ظهرت أول ترجمة طويلة لشعره في عام 2019، تحت عنوان الارتفاع الأسمى للعينين التي ترجمت من قبل ريبيكا روث جولد وكيوان طهماسبيان.